# Мелетий III Воденски
Мелетий (на гръцки: Μελέτιος, Мелетиос) е гръцки духовник, митрополит на Цариградската патриаршия.

## Биография
Мелетий заема воденската катедра в 1840 година и остава във Воден до 1848 година. През март 1848 година става писидийски митрополит и заема катедрата в Спарта до 2 юни 1861 година, когато подава оставка.
Умира в Цариград на 1 декември 1861 година.